# 清水靖夫 (実業家)
清水 靖夫（しみず やすお、1931年8月27日 - 2021年7月20日）は、日本の経営者。日本車輌製造社長を務めた。

## 来歴・人物
東京都出身。1954年に慶應義塾大学法学部を卒業し、同年に日本車輌製造に入社。1986年6月に取締役に就任し、1990年6月に常務、1992年6月に専務を経て、1994年6月には社長に就任。2000年6月に会長に就任。
2021年7月20日に肺炎のために死去。89歳没。